# Anastrepha willei
Anastrepha willei
 es una especie de insecto díptero que Korytkowski describió científicamente por primera vez en el año 2001.
Esta especie pertenece al género Anastrepha de la familia Tephritidae.